# Trondheims symfoniorkester
Trondheims Symfoniorkester & Opera (TSO) grundades 1909 och är en symfoniorkester som håller till i Olavshallen i Trondheim. 
Orkestern består av 75-80 musiker, och den håller omkring 40 klassiska konserter årligen utöver skolkonserter, familjekonserter och operaföreställningar i samarbete med Den Norske Opera. 
Dirigent och konstnärlig ledare är Eivind Aadland. Från hösten 2010 fick orkestern en ny chefsdirigent, Krzysztof Urbanski.